# 黑喉穗鹛
黑喉穗鹛（学名：Stachyris nigricollis），是画眉科穗鹛属的一种，分布于文莱、泰国、印度尼西亚、马来西亚和新加坡（已绝灭）。该物种的保护状况被评为近危。
黑喉穗鹛的平均体重约为26.2克。栖息地包括种植园、亚热带或热带的沼泽林、亚热带或热带的湿润低地林和亚热带或热带严重退化的前森林。